# Michie Nakatani
Michie Nakatani (中谷美智枝?, Nakatani Michie; Osaka, 8 ottobre 1961) è una bassista, cantante e compositrice giapponese, membro fondatore del gruppo rock giapponese Shonen Knife.

## Biografia
Michie è nata l'8 ottobre 1961 ad Osaka, Giappone, figlia unica di padre contabile e madre casalinga.

Ha conosciuta la futura compagna di band Naoko Yamano al college.

## Carriera
Prima di unirsi alle Shonen Knife, Michie ha lavorato per un periodo di tempo come assistente disegnatrice di cartoni animati.
Nel 1997, proprio quando il gruppo era pronto per imbarcarsi in un tour in Australia e Nuova Zelanda, a Michie venne un attacco di appendicite. 
Fu sostituita per le date in Nuova Zelanda da Atsushi Shibata, ma fece in tempo a raggiungere di nuovo il gruppo in Australia.
È rimasta nel gruppo dal dicembre 1981 al dicembre 1999, quando ha deciso fermamente di lasciare le Shonen Knife nonostante la riluttanza delle sorelle Yamano.
Nel 2002, lo scrittore Isaac Adamson ha usato una citazione tratta dal testo della canzone Catnip Dream, scritta da Michie, nel suo libro "Hokkaido Popsicle".

## Citazioni
"Ci è sempre piaciuto scrivere canzoni sulle situazioni quotidiane. Ci sono già abbastanza gruppi là fuori che cantano dell'inquinamento, della guerra, della povertà. Tutte noi ci preoccupiamo molto di queste tematiche, ma sentiamo anche che la musica dovrebbe essere divertimento".
"Amo davvero la buona musica pop. The Beatles, Beach Boys, The Jam, Redd Kross, Cheap Trick".